# Калдикот (Монмутшир)
Ка́лдикот (англ. Caldicot, валл. Cil-y-coed) — небольшой город в историческом и современном графстве Монмутшир, на юго-востоке Уэльса.

## Этимология названия
Название города происходит от древне-английского словосочетания калди кот (англ. calde cot), что означает холодная изба. Летние хижины служили жильем для людей и животных. Современное валлийское название Кил-и-коэд (валл. Cil-у-сoed), что означает угол леса, по мнению некоторых источников, является калькой с английского названия. Однако, это мнение не бесспорно.

## География
Калдикот находится рядом с устьем реки Северн и Бристольским заливом.

## История
Первое поселение человека на территории Калдикота относится к эпохе бронзового века. При раскопках у Недерн Брука рядом с замком в бывшем русле реки были обнаружены остатки лодки и сложных деревянных конструкций того периода.
Позднее, во времена появления здесь древних римлян, торговые суда плыли вверх по реке от Недерн Брука до Кервента. Обнаруженные печи свидетельствуют о том, что в Калдикоте производилась грубая глиняная посуда.
В 1074 году, после завоевания этой территории норманнами, поместье Калдикот было даровано Дюрану, шерифу из Глостера. В Книге Страшного суда от 1086 года есть следующая запись: «Дюран, шериф получил от короля, поместье в Кервенте, которое называется Калдикот. В этой вотчине он владеет 3 плугами и 15 зависимыми крестьянами, и 4 рабами, и 1 рыцарем. Все это составляет двенадцать плугов. Существует мельница стоимостью в десять шиллингов».
Одно из старейших зданий в Калдикоте, Ллантони Секунда Манор, было построено около 1120 года, как усадьба для монахов из монастырского подворья Ллантони Секунда в Глостере.
В 1158 году поместье Калдикот перешло к Хамфри II де Богуну, который возвел каменные строения и стены современного замка Калдикот. В 1376 поместье снова перешло к Томасу Вудстоку, третьему сыну короля Эдуарда III, когда он женился на Элеоноре де Богун. Поместье пришло в упадок около XVI века.
Приходская церковь Пресвятой Девы Марии была основана в XI—XII веке, но перестроена в местном готическом стиле конца XIV-начала XV веков.
Ещё в середине XIX века Калдикот был небольшой деревней. Тем не менее, открытие Южно-Уэльской железнодорожной линии, соединившей Лондон и Кардифф, стимулировало рост численности населения в Калдикоте, хотя сама станция была открыта здесь только в 1936 году. Вслед за железной дорогой начался рост промышленности. В 1862 году Генри Хьюз из Тинтерна открыл рядом с железной дорогой мастерские по производству проводов, став крупнейшим работодателем в деревне. В 1880 году мастерские стали производить жесть для консервной промышленности. В 1879 году начались работы по созданию туннеля Северн, который был открыт в 1886 году. За время его строительства население Калдикота увеличилось вдвое.
В течение первой половины XX века, население Калдикота продолжало неуклонно расти и в 1951 году достигло 1770 человек. В начале 1950-х годов деревне было позволено увеличить свою численность до 3000 человек. Вскоре после этого решения, правительство приняло решение о строительстве нового сталелитейного завода в Лланверне. Калдикот был выбран как подходящее место жительства для тысяч металлургов и планы расширения были пересмотрены в сторону увеличения численности населения. Лланвернский сталелитейный завод был открыт в 1962 году, а к концу десятилетия в Калдикоте уже проживало более 7000 человек.
Росту населения способствовало открытие в 1966 году моста через реку Северн. В настоящее время в городе появились предприятия новых отраслей промышленности, таких как Mitel Telecom, которые компенсируют сокращение производства стали и уменьшение значения железной дороги.

## Местное самоуправление
Мэр города с 2012 года Джим Хиггинсон.

## Культура
Калдикот известен центром досуга, который является одним из четырёх спортивных центров в Монмутшире, а также Калдикотской общеобразовательной школой.

## Достопримечательности
| Объект | Описание |
|        | Замок Калдикот — норманнский замок, построенный бароном Хамфри II де Богуном между концом XI и второй половиной XII веков. 11 июня 1953 года внесен в I Список памятников архитектуры Великобритании.                  |
|        | Археологические раскопки на Калдикотском уровне — исторический ландшафт, место археологических раскопок, где находят артефакты эпохи мезолита, бронзового и начала железного веков. Участок особого научного интереса. |
|        | Депстоу Хауз — поместье, основанное в 1804 году, известное прежде всего своими садами, разбитыми между концом XIX и началом XX веков. Внесен во II Список памятников архитектуры Великобритании.                       |

## Известные уроженцы и жители
- Аарон Уильямс — композитор.
- Джон Эдвардс — англиканский священник и переводчик, издававшийся под псевдонимом Сион Тередин.

## Города-побратимы
- Вагхойзель (нем. Waghäusel), Германия
- Морьер-лез-Авиньон (фр. Morières-lès-Avignon), Франция